# Lamb of God/Diskografie
Diese Diskografie ist eine Übersicht über die musikalischen Werke der US-amerikanischen Metal-Band Lamb of God. Den Schallplattenauszeichnungen zufolge hat sie bisher mehr als 1,4 Millionen Tonträger verkauft. Ihre erfolgreichste Veröffentlichung ist das vierte Studioalbum Ashes of the Wake mit mehr als 610.000 verkauften Einheiten.

## Alben

### Studioalben
| Jahr | Titel Musiklabel                       | Höchstplatzierung, Gesamtwochen, AuszeichnungChartplatzierungen (Jahr, Titel, Musiklabel, Platzierungen, Wochen, Auszeichnungen, Anmerkungen) | Höchstplatzierung, Gesamtwochen, AuszeichnungChartplatzierungen (Jahr, Titel, Musiklabel, Platzierungen, Wochen, Auszeichnungen, Anmerkungen) | Höchstplatzierung, Gesamtwochen, AuszeichnungChartplatzierungen (Jahr, Titel, Musiklabel, Platzierungen, Wochen, Auszeichnungen, Anmerkungen) | Höchstplatzierung, Gesamtwochen, AuszeichnungChartplatzierungen (Jahr, Titel, Musiklabel, Platzierungen, Wochen, Auszeichnungen, Anmerkungen) | Höchstplatzierung, Gesamtwochen, AuszeichnungChartplatzierungen (Jahr, Titel, Musiklabel, Platzierungen, Wochen, Auszeichnungen, Anmerkungen) | Höchstplatzierung, Gesamtwochen, AuszeichnungChartplatzierungen (Jahr, Titel, Musiklabel, Platzierungen, Wochen, Auszeichnungen, Anmerkungen) | Anmerkungen                                                                            |
| Jahr | Titel Musiklabel                       | DE | AT | CH | UK | US | Rock | Anmerkungen                                                                            |
| ---- | -------------------------------------- | --- | --- | --- | --- | --- | --- | -------------------------------------------------------------------------------------- |
| 1999 | Burn the Priest Prosthetic Records     | — | — | — | — | — | — | Erstveröffentlichung: 13. April 1999 als Burn the Priest                               |
| 2000 | New American Gospel Prosthetic Records | — | — | — | — | — | — | Erstveröffentlichung: 26. September 2000                                               |
| 2003 | As the Palaces Burn Prosthetic Records | — | — | — | — | US64 (1 Wo.)US | — | Erstveröffentlichung: 6. Mai 2003                                                      |
| 2004 | Ashes of the Wake Epic Records         | — | — | — | UK— SilberUK | US27 Gold · (5 Wo.)US | — | Erstveröffentlichung: 31. August 2004 Verkäufe: + 610.000                              |
| 2006 | Sacrament Epic Records                 | — | — | — | UK— SilberUK | US8 Gold · (8 Wo.)US | Rock2 (3 Wo.)Rock | Erstveröffentlichung: 22. August 2006 Verkäufe: + 610.000; Wiederveröffentlichung 2021 |
| 2009 | Wrath Roadrunner Records               | DE61 (1 Wo.)DE | AT53 (2 Wo.)AT | CH56 (1 Wo.)CH | UK25 (1 Wo.)UK | US2 (12 Wo.)US | Rock1 (4 Wo.)Rock | Erstveröffentlichung: 23. Februar 2009                                                 |
| 2012 | Resolution Roadrunner Records          | DE37 (1 Wo.)DE | AT28 (2 Wo.)AT | CH30 (2 Wo.)CH | UK19 (1 Wo.)UK | US3 (8 Wo.)US | Rock1 (9 Wo.)Rock | Erstveröffentlichung: 24. Januar 2012                                                  |
| 2015 | VII: Sturm und Drang Nuclear Blast     | DE12 (12 Wo.)DE | AT12 (2 Wo.)AT | CH5 (4 Wo.)CH | UK7 (3 Wo.)UK | US3 (6 Wo.)US | Rock1 (8 Wo.)Rock | Erstveröffentlichung: 24. Juli 2015                                                    |
| 2020 | Lamb of God Nuclear Blast              | DE7 (3 Wo.)DE | AT8 (2 Wo.)AT | CH4 (3 Wo.)CH | UK16 (1 Wo.)UK | US15 (1 Wo.)US | Rock2 (2 Wo.)Rock | Erstveröffentlichung: 19. Juni 2020                                                    |
| 2022 | Omens Nuclear Blast                    | DE21 (1 Wo.)DE | AT16 (1 Wo.)AT | CH14 (2 Wo.)CH | UK34 (1 Wo.)UK | US15 (1 Wo.)US | Rock3 (1 Wo.)Rock | Erstveröffentlichung: 7. Oktober 2022                                                  |

grau schraffiert: keine Chartdaten aus diesem Jahr verfügbar

### Kompilationen
| Jahr | Titel Musiklabel         | Höchstplatzierung, Gesamtwochen, AuszeichnungChartplatzierungen (Jahr, Titel, Musiklabel, Platzierungen, Wochen, Auszeichnungen, Anmerkungen) | Höchstplatzierung, Gesamtwochen, AuszeichnungChartplatzierungen (Jahr, Titel, Musiklabel, Platzierungen, Wochen, Auszeichnungen, Anmerkungen) | Höchstplatzierung, Gesamtwochen, AuszeichnungChartplatzierungen (Jahr, Titel, Musiklabel, Platzierungen, Wochen, Auszeichnungen, Anmerkungen) | Höchstplatzierung, Gesamtwochen, AuszeichnungChartplatzierungen (Jahr, Titel, Musiklabel, Platzierungen, Wochen, Auszeichnungen, Anmerkungen) | Höchstplatzierung, Gesamtwochen, AuszeichnungChartplatzierungen (Jahr, Titel, Musiklabel, Platzierungen, Wochen, Auszeichnungen, Anmerkungen) | Höchstplatzierung, Gesamtwochen, AuszeichnungChartplatzierungen (Jahr, Titel, Musiklabel, Platzierungen, Wochen, Auszeichnungen, Anmerkungen) | Anmerkungen                                                        |
| Jahr | Titel Musiklabel         | DE | AT | CH | UK | US | Rock | Anmerkungen                                                        |
| ---- | ------------------------ | --- | --- | --- | --- | --- | --- | ------------------------------------------------------------------ |
| 2010 | Hourglass Epic Records   | — | — | — | — | US114 (1 Wo.)US | Rock38 (1 Wo.)Rock | Erstveröffentlichung: 1. Juni 2010                                 |
| 2018 | Legion: XX Nuclear Blast | — | — | — | — | US107 (1 Wo.)US | Rock19 (1 Wo.)Rock | Erstveröffentlichung: 18. Mai 2018 als Burn the Priest, Coveralbum |

### EPs
| Jahr | Titel Musiklabel                 | Höchstplatzierung, Gesamtwochen, AuszeichnungChartplatzierungen (Jahr, Titel, Musiklabel, Platzierungen, Wochen, Auszeichnungen, Anmerkungen) | Höchstplatzierung, Gesamtwochen, AuszeichnungChartplatzierungen (Jahr, Titel, Musiklabel, Platzierungen, Wochen, Auszeichnungen, Anmerkungen) | Höchstplatzierung, Gesamtwochen, AuszeichnungChartplatzierungen (Jahr, Titel, Musiklabel, Platzierungen, Wochen, Auszeichnungen, Anmerkungen) | Höchstplatzierung, Gesamtwochen, AuszeichnungChartplatzierungen (Jahr, Titel, Musiklabel, Platzierungen, Wochen, Auszeichnungen, Anmerkungen) | Höchstplatzierung, Gesamtwochen, AuszeichnungChartplatzierungen (Jahr, Titel, Musiklabel, Platzierungen, Wochen, Auszeichnungen, Anmerkungen) | Höchstplatzierung, Gesamtwochen, AuszeichnungChartplatzierungen (Jahr, Titel, Musiklabel, Platzierungen, Wochen, Auszeichnungen, Anmerkungen) | Anmerkungen                             |
| Jahr | Titel Musiklabel                 | DE | AT | CH | UK | US | Rock | Anmerkungen                             |
| ---- | -------------------------------- | --- | --- | --- | --- | --- | --- | --------------------------------------- |
| 2004 | Pure American Metal Epic Records | — | — | — | — | — | — | Erstveröffentlichung: 31. August 2004   |
| 2016 | The Duke Nuclear Blast           | — | — | — | — | US85 (1 Wo.)US | Rock11 (2 Wo.)Rock | Erstveröffentlichung: 18. November 2016 |

grau schraffiert: keine Chartdaten aus diesem Jahr verfügbar

## Singles

### Als Leadmusiker
| Jahr | Titel Album              | Höchstplatzierung, Gesamtwochen, AuszeichnungChartplatzierungen (Jahr, Titel, Album, Platzierungen, Wochen, Auszeichnungen, Anmerkungen) | Höchstplatzierung, Gesamtwochen, AuszeichnungChartplatzierungen (Jahr, Titel, Album, Platzierungen, Wochen, Auszeichnungen, Anmerkungen) | Höchstplatzierung, Gesamtwochen, AuszeichnungChartplatzierungen (Jahr, Titel, Album, Platzierungen, Wochen, Auszeichnungen, Anmerkungen) | Höchstplatzierung, Gesamtwochen, AuszeichnungChartplatzierungen (Jahr, Titel, Album, Platzierungen, Wochen, Auszeichnungen, Anmerkungen) | Höchstplatzierung, Gesamtwochen, AuszeichnungChartplatzierungen (Jahr, Titel, Album, Platzierungen, Wochen, Auszeichnungen, Anmerkungen) | Höchstplatzierung, Gesamtwochen, AuszeichnungChartplatzierungen (Jahr, Titel, Album, Platzierungen, Wochen, Auszeichnungen, Anmerkungen) | Anmerkungen                           |
| Jahr | Titel Album              | DE | AT | CH | UK | US | Rock | Anmerkungen                           |
| ---- | ------------------------ | --- | --- | --- | --- | --- | --- | ------------------------------------- |
| 2020 | Checkmate Lamb of God    | — | — | — | — | — | Rock38 (1 Wo.)Rock | Erstveröffentlichung: 5. Februar 2020 |
| 2020 | Memento Mori Lamb of God | — | — | — | — | — | Rock33 (1 Wo.)Rock | Erstveröffentlichung: 17. März 2020   |

Weitere Singles
| Jahr | Titel                               | Album                                  |
| ---- | ----------------------------------- | -------------------------------------- |
| 2001 | Black Label                         | New American Gospel                    |
| 2003 | Ruin                                | As the Palaces Burn                    |
| 2003 | 11th Hour                           | As the Palaces Burn                    |
| 2003 | As the Palaces Burn                 | As the Palaces Burn                    |
| 2004 | Laid to Rest                        | Ashes of the Wake                      |
| 2004 | Now You’ve Got Something to Die For | Ashes of the Wake                      |
| 2006 | Redneck                             | Sacrament                              |
| 2006 | Walk with Me in Hell                | Sacrament                              |
| 2006 | Blacken the Cursed Sun              | Sacrament                              |
| 2008 | Contractor                          | Wrath                                  |
| 2004 | Set to Fail                         | Wrath                                  |
| 2004 | In Your Words                       | Wrath                                  |
| 2011 | Hit the Wall                        | –                                      |
| 2012 | Ghost Walking                       | Resolution                             |
| 2012 | Desolation                          | Resolution                             |
| 2013 | Vigi                                | As the Palaces Burn (10th Anniversary) |
| 2015 | Still Echoes                        | VII: Sturm und Drang                   |
| 2015 | 512                                 | VII: Sturm und Drang                   |
| 2015 | Overlord                            | VII: Sturm und Drang                   |
| 2015 | Erase This                          | VII: Sturm und Drang                   |
| 2015 | Embers (feat. Chino Moreno)         | VII: Sturm und Drang                   |
| 2016 | The Duke                            | The Duke                               |
| 2016 | Culling                             | The Duke                               |
| 2018 | Inherit the Earth                   | Legion: XX                             |
| 2018 | I Against I                         | Legion: XX                             |
| 2018 | Kerosene                            | Legion: XX                             |
| 2021 | Ghost Shaped People                 | Lamb of God                            |
| 2022 | Nevermore                           | Omens                                  |
| 2022 | Grayscale                           | Omens                                  |
| 2023 | State of Unrest (mit Kreator)       | –                                      |
| 2024 | Floods of Triton (mit Mastodon)     | –                                      |

### Splits
| Jahr | Titel                           | Anmerkungen |
| ---- | ------------------------------- | ----------- |
| 2020 | 666 – World Divided / Checkmate | mit Kreator |

### Als Gastmusiker
| Jahr | Titel      | Anmerkungen              |
| ---- | ---------- | ------------------------ |
| 2022 | Cold Blood | Health feat. Lamb of God |

### Beiträge für Soundtracks
| Jahr | Titel           | Soundtrack                            |
| ---- | --------------- | ------------------------------------- |
| 2020 | The Death of Us | Bill & Ted retten das Universum (OST) |

## Videografie

### Videoalben
| Jahr | Titel Musiklabel                               | Höchstplatzierung, Gesamtwochen, AuszeichnungChartplatzierungen (Jahr, Titel, Musiklabel, Platzierungen, Wochen, Auszeichnungen, Anmerkungen) | Höchstplatzierung, Gesamtwochen, AuszeichnungChartplatzierungen (Jahr, Titel, Musiklabel, Platzierungen, Wochen, Auszeichnungen, Anmerkungen) | Höchstplatzierung, Gesamtwochen, AuszeichnungChartplatzierungen (Jahr, Titel, Musiklabel, Platzierungen, Wochen, Auszeichnungen, Anmerkungen) | Höchstplatzierung, Gesamtwochen, AuszeichnungChartplatzierungen (Jahr, Titel, Musiklabel, Platzierungen, Wochen, Auszeichnungen, Anmerkungen) | Höchstplatzierung, Gesamtwochen, AuszeichnungChartplatzierungen (Jahr, Titel, Musiklabel, Platzierungen, Wochen, Auszeichnungen, Anmerkungen) | Anmerkungen                                             |
| Jahr | Titel Musiklabel                               | DE | AT | CH | UK | US | Anmerkungen                                             |
| ---- | ---------------------------------------------- | --- | --- | --- | --- | --- | ------------------------------------------------------- |
| 2004 | Terror and Hubris Epic Records                 | — | — | — | — | — | Erstveröffentlichung: 13. Januar 2004                   |
| 2005 | Killadelphia Epic Records                      | — | — | — | — | US— PlatinUS | Erstveröffentlichung: 10. Mai 2005 Verkäufe: + 117.500  |
| 2008 | Walk with Me in Hell Epic Records              | — | — | — | — | US— PlatinUS | Erstveröffentlichung: 10. Juni 2008 Verkäufe: + 105.000 |
| 2021 | Lamb of God: Live in Richmond, VA Epic Records | — | — | — | — | — | Erstveröffentlichung: 26. März 2021                     |

### Musikvideos
- 2002: Black Label
- 2003: 11th Hour
- 2003: Ruin
- 2003: As the Palaces Burn
- 2004: Laid to Rest
- 2005: Now Youve Got Something to Die For
- 2006: Redneck
- 2007: Walk with Me in Hell
- 2009: Set to Fail
- 2011: Ghost Walking
- 2012: Desolation
- 2013: Vigil
- 2015: 512
- 2015: Overlord
- 2016: Embers
- 2018: Inherit the Earth
- 2018: Kerosene
- 2020: Checkmate
- 2020: Memento Mori
- 2020: Gears
- 2021: Ghost Shaped People
- 2021: Routes (feat. Chuck Billy)
- 2021: Resurrection Man
- 2022: Nevermore
- 2022: Omens
- 2022: Ditch

## Statistik

### Chartauswertung
|                     | DE    | AT    | CH    | UK    | US     | Rock      |
| ------------------- | ----- | ----- | ----- | ----- | ------ | --------- |
| Nummer-eins-Alben   | DE—DE | AT—AT | CH—CH | UK—UK | US—US  | Rock3Rock |
| Top-10-Alben        | DE1DE | AT1AT | CH2CH | UK1UK | US3US  | Rock6Rock |
| Alben in den Charts | DE5DE | AT5AT | CH5CH | UK5UK | US11US | Rock9Rock |

|                       | DE    | AT    | CH    | UK    | US    | Rock      |
| --------------------- | ----- | ----- | ----- | ----- | ----- | --------- |
| Nummer-eins-Singles   | DE—DE | AT—AT | CH—CH | UK—UK | US—US | Rock—Rock |
| Top-10-Singles        | DE—DE | AT—AT | CH—CH | UK—UK | US—US | Rock—Rock |
| Singles in den Charts | DE—DE | AT—AT | CH—CH | UK—UK | US—US | Rock2Rock |

### Auszeichnungen für Musikverkäufe
| Goldene Schallplatte - Australien - 2008: für das Videoalbum Killadelphia - Kanada - 2009: für das Videoalbum Walk with Me in Hell - 2012: für das Album Ashes of the Wake - 2012: für das Album Sacrament | Platin-Schallplatte - Kanada - 2009: für das Videoalbum Killadelphia |

Anmerkung: Auszeichnungen in Ländern aus den Charttabellen bzw. Chartboxen sind in ebendiesen zu finden.
| Land/RegionAuszeichnungen für Musikverkäufe (Land/Region, Auszeichnungen, Verkäufe, Quellen) | Silber     | Gold     | Platin     | Verkäufe  | Quellen         |
| -------------------------------------------------------------------------------------------- | ---------- | -------- | ---------- | --------- | --------------- |
| Australien (ARIA)                                                                            | —          | Gold1    | —          | 7.500     | aria.com.au     |
| Kanada (MC)                                                                                  | —          | 3× Gold3 | Platin1    | 115.000   | musiccanada.com |
| Vereinigte Staaten (RIAA)                                                                    | —          | 2× Gold2 | 2× Platin2 | 1.200.000 | riaa.com        |
| Vereinigtes Königreich (BPI)                                                                 | 2× Silber2 | —        | —          | 120.000   | bpi.co.uk       |
| Insgesamt                                                                                    | 2× Silber2 | 6× Gold6 | 3× Platin3 |           |                 |